# Molenstraat (Vught)
Molenstraat is een buurtschap in de gemeente Vught in de Nederlandse provincie Noord-Brabant. Het ligt iets ten zuiden van Helvoirt.

## Geschiedenis
Tot en met 31 december 2020 behoorde Molenstraat tot de gemeente Haaren die met een gemeentelijke herindeling werd opgeheven.
Dorpen: Cromvoirt · Helvoirt · Vught

Buurtschappen: Bergenshuizen · Distelberg · Gijzel · Laar · Loveren · Molenstraat

Noord-Brabant: Steden en dorpen      Nederland: Provincies · Gemeenten